# ده شيرين بادنغان (باتاوة)
ده شيرين بادنغان (بالفارسية: ده شیرین بادنگان) هي قرية تقع في إيران في قسم باتاوة الريفي. يقدر عدد سكانها بـ 123 نسمة بحسب إحصاء 2016.